# Plezalna oprema
Plezalna oprema obsega vso opremo, ki je potrebna za varno in uspešno plezanje. Ta se razlikuje glede na zvrst plezanja in okolje v katerem plezanje poteka. Poleg plezalne opreme k opremi plezalca spada še primerna obleka, obutev, hrana in pijača.

## Osebna plezalna oprema
Osebna plezalna oprema je plezalnik, vrečka za magnezijo, plezalni pas,kompleti, vponka z matico, prva pomoč.
V alpinizmu spada zraven še čelada, plezalno kladivo, najlonski trakovi, pomožne vrvice.
Pri zimskih vzponih navadno dva cepina, dereze, lavinska žolna, lavinska sonda, lopata

## Oprema za varovanje
Sem spada plezalna vrv, varovalni pripomočki, sistemi. V neopremljenih smereh se za varovanje uporabljajo 
klini, zatiči, metulji.
V zimskem alpinizmu se za varovanje uporabljajo ledni vijaki, snežne sablje, deadman.
Pri tehničnem plezanju se polek tega uporabljajo žimarji, plezalne lestve, hudičevi krempeljci, bakrene glavice.

## Oprema za bivakiranje
Oprema za bivakiranje se spreminja glede na predvideno lokacijo bivaka ter čas v letu. Tako lahko k opremi za bivakiranje prištejemo bivak vrečo, folija, spalna vreča, podloga za ležanje, gorilnik, posoda za kuhanje, čelna svetilka, portaledge...

## Standardi plezalne opreme
Obstajata dva glavna standarda, ki zagotavljata varnost in zanesljivost plezalne opreme:
- CEN (European Committee for Standardisation)
- UIAA (International Federation of Mountaineering Associations)

Vsi produkti, ki so v prodaji v Evropi so zakonsko obvezani k upoštevanju standardov. V ne-evropskih državah zakoni teh standardov ne predpisujejo vendar jim proizvajalci povečini kljub temu sledijo.